# Konstanty Novák
Konstanty Novák (ur. 14 marca 1836 w Jaworzu, pow. dębicki, gm. Pilzno, zm. 10 października 1918 w Krakowie) – ziemianin, uczestnik powstania styczniowego.
Prawnuk Józefa Nováka, kapitana węgierskich huzarów, który w 1765 osiedlił się w Polsce w okolicy Kolbuszowej. Konstanty był najmłodszym z czworga dzieci Jerzego Nováka i Petroneli z Tarnowskich.
W lutym 1846 w Parkoszu gdzie jego ojciec był zarządcą dworu, rodzinę spotkała tragedia. Jerzy Novák został zamordowany podczas rzezi galicyjskiej. Jego żona wraz z czwórką małych dzieci uniknęła nieszczęścia chowając się w zabudowaniach dworskich.
Dziesięcioletniego Konstantego przygarnął jego stryj Stanisław Novák, były powstaniec listopadowy, który po Powstaniu osiedlił się w Królestwie Polskim. Stryj stał się jego opiekunem prawnym i zapewnił aby młody bratanek zdobył odpowiednie wykształcenie. Po ukończeniu gimnazjum w Krakowie w 1855, Konstanty rozpoczął studia w Wiedniu na wydziale chemii Uniwersytetu Wiedeńskiego. Podczas pobytu w Wiedniu przyjaźnił się ze znanym malarzem Arturem Grottgerem, który studiował w wiedeńskiej Akademii Sztuk Pięknych.
Po upływie roku czasu, studia musiał przerwać wskutek choroby spowodowanej zatruciem związkami chemicznymi i powrócił do stryja, który w tym czasie był zarządcą dóbr w Pieskowej Skale. Postanowił poświęcić się rolnictwu i przy boku stryja zdobywał wiedzę zarządzania gospodarstwem rolnym.
W 1861 zawarł związek małżeński z Marianną Rutkowską, córką bliskiego przyjaciela stryja, Leona Bończy Rutkowskiego. Młode małżeństwo osiadło w Gotkowicach, gdzie Konstanty został dzierżawcą tej wsi. Ze związku z Marianną miał czterech synów:
Mieczysław Walenty (1862-1934), ziemianin, dzierżawca i właściciel dworu w Tarnawie, założyciel glanowsko-tarnawskiej gałęzi rodziny Nováków,
Leon Jerzy (1864-?), ziemianin, dzierżawca i właściciel dworu w Glanowie,
Jan Kanty (1876-?), inż chemik, absolwent Politechniki Lwowskiej,
Stefan Michał (1884-?), absolwent prawa Uniwersytetu Jagiellońskiego, ppłk WP II RP, zaginiony w kampanii wrześniowej 1939.
Jego wnukami byli między innymi - Tadeusz Novák, polityk i poseł V Kadencji Sejmu II RP, Zygmunt Novák, architekt krajobrazu, prof. Politechniki Krakowskiej oraz por. Władysław Novák pseud. „Zempliński”, dowódca III batalionu 116 Pułku Piechoty AK Ziemi Olkuskiej.
W 1863 podczas powstania styczniowego, Konstanty Novák wraz ze stryjem Stanisławem był aktywnym uczestnikiem konspiracji. Pomagał powstańcom w transporcie broni i żywności, a także na polecenie dowództwa Powstania opracowywał plany przemarszów większych grup powstańców z Galicji do Królestwa. Znanym epizodem jest przemarsz 350 powstańców oddziału hr. Krukowieckiego, którego epilogiem była bitwa z wojskami rosyjskimi pod Imbramowicami i w Glanowie 15 sierpnia 1863. W obronie dworu glanowskiego w tym dniu, zginął jego teść Leon Bończa Rutkowski, dzierżawca majątku Glanów.
Po śmierci Leona Rutkowskiego, zarządzanie majątkiem Glanów prowadziła jego wdowa Józefa Rutkowska, a po jej śmierci dzierżawę przejął Konstanty Novák, którą następnie przekazał młodszemu synowi Leonowi. Najstarszy syn, Mieczysław Walenty w 1888 objął dwór w Tarnawie. Od tego czasu obydwa dwory w Glanowie i w Tarnawie są w posiadaniu rodziny Nováków.
Ostatnie lata życia Konstanty Novák spędził w Krakowie, gdzie zmarł 10 października 1918 roku. Jest pochowany na cmentarzu Rakowickim, kwatera nr 55.